# Домации

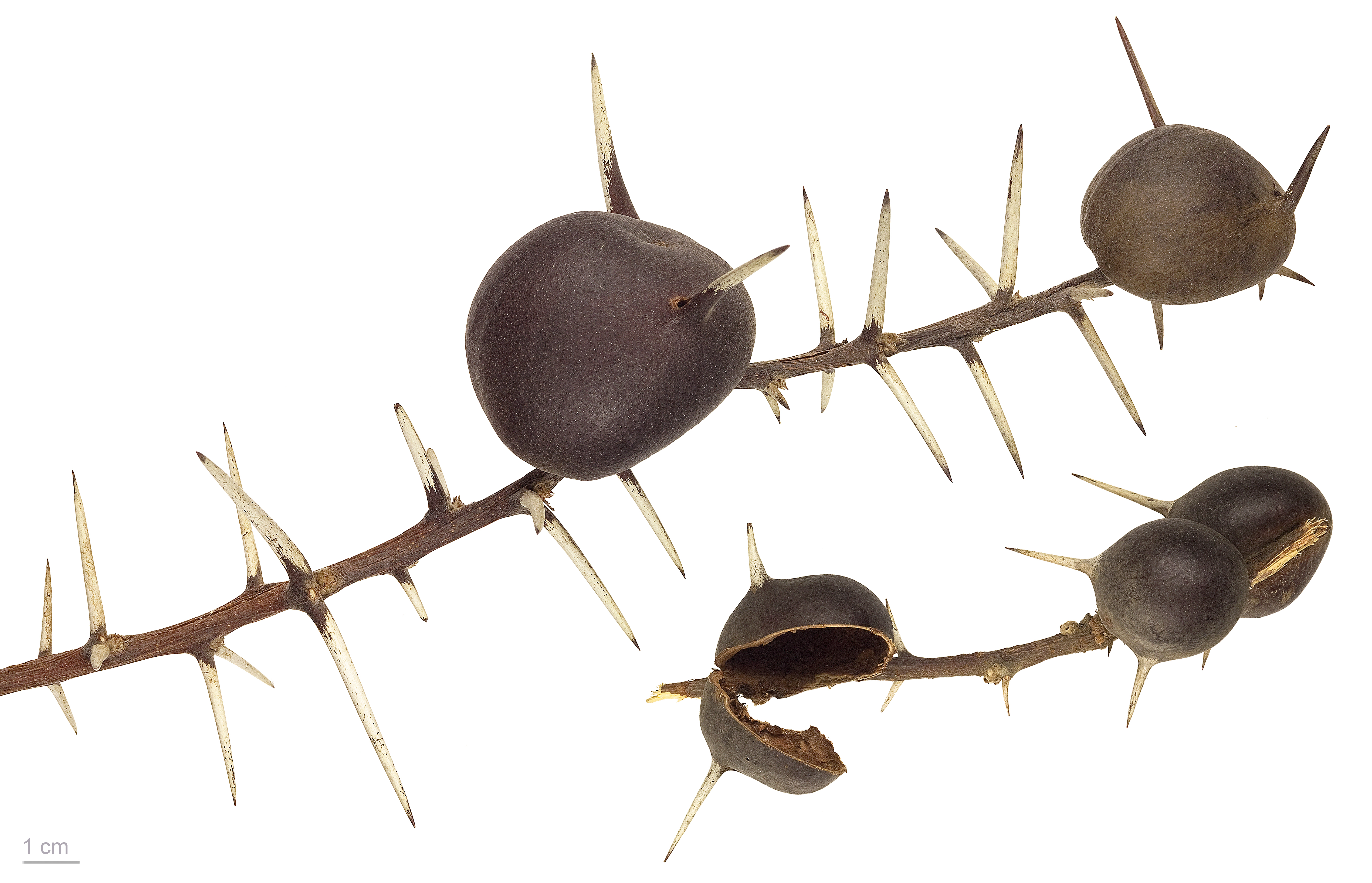
Acacia drepanolobium — Тулузский музей

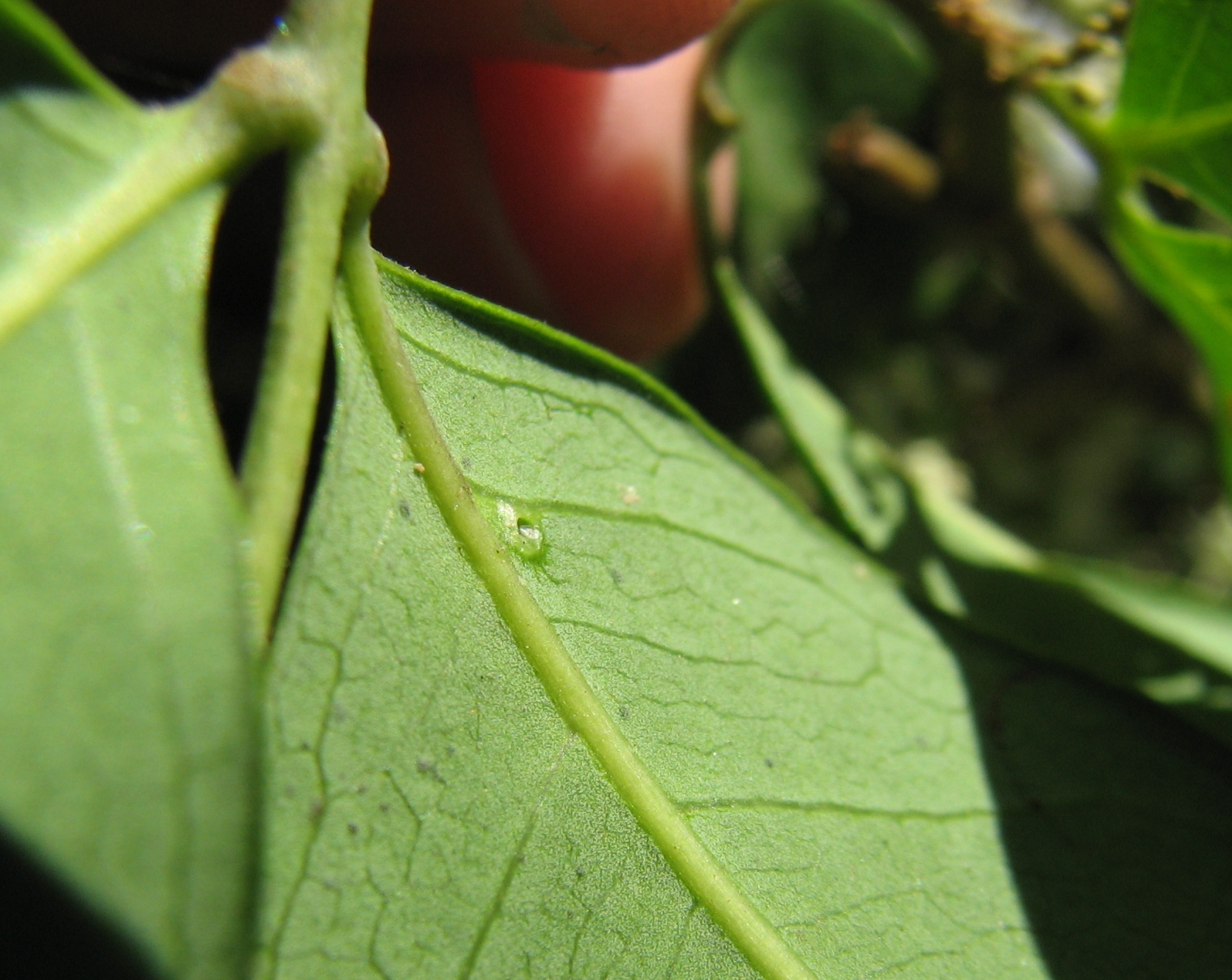
Guioa acutifolia

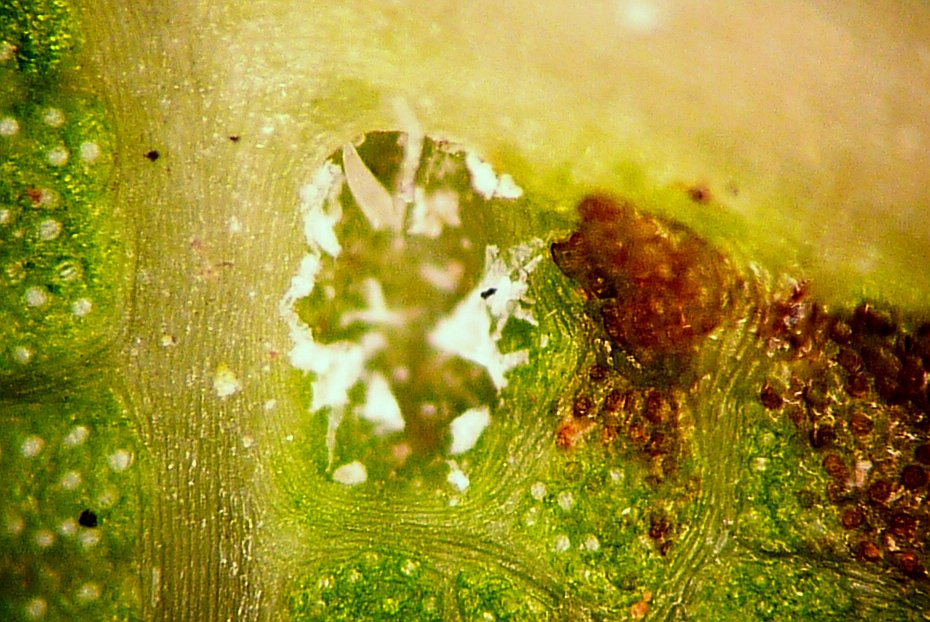
Клещи Eriophyoidea внутри домация Cinnamomum camphora

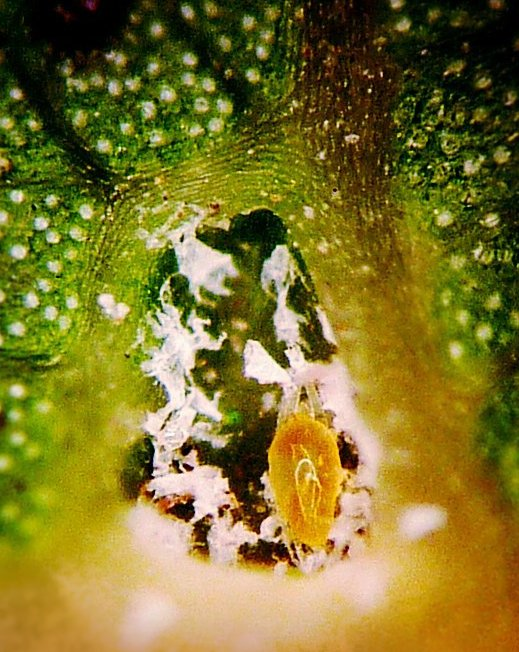
Клещи внутри домация Cinnamomum camphora

Домации (англ. Domatium, domatia, от лат. domus — дом) — полые разрастания растений с системой внутренних камер и ходов и входными отверстиями, в которых поселяются муравьи, клещи, осы и другие членистоногие.

## Описание
Домации обнаружены у представителей примерно 300 семейств и 2000 видов растений.
Домации, в которых поселяются муравьи, называются мирмекодомации (myrmecodomatia). Важной разновидностью мирмекодомаций являются крупные полые шипы акаций, например, Acacia sphaerocephala, в которых поселяются древесные муравьи родов Pseudomyrmex и Tetraponera (Pseudomyrmecinae). Растения, имеющие такие мирмекодомации, называются мирмекофиты. Эпифитные полукустарники рода Мирмекодия имеют клубневидно утолщённое основание стебля, пронизанное многочисленными полостями, которые населяют муравьи.
Часто домации формируются на нижней стороне листьев. Многие члены семейства Lauraceae имеют листовые домации. Домации также обнаружены у тропических растений из семейств Alangiaceae, Elaeocarpaceae, Fabaceae, Icacinaceae, Meliaceae, Rubiaceae, Sapindaceae и Simaroubaceae.
Древесные муравьи Philidris nagasau (Dolichoderinae) с островов Фиджи выращивают из семян растения-эпифиты рода Squamellaria и поселяются в их разрастаниях.